# Ісідоро Ібарра
Ісідоро Ібарра (ісп. Isidoro Ibarra; нар. 2 жовтня 1992) — аргентинський хокеїст на траві, олімпійський чемпіон 2016 року.

## Виступи на Олімпіадах
| Олімпіада           | Дисципліна     | Місце |
| ------------------- | -------------- | ----- |
| Ріо-де-Жанейро 2016 | хокей на траві | 1     |